# Jerome Jordan
Jerome Adolphus Jordan (Kingston, 29 settembre 1986) è un cestista giamaicano.

## Carriera
È stato selezionato dai Milwaukee Bucks al secondo giro del Draft NBA 2010 (44ª scelta assoluta).
Con la Giamaica ha disputato i Campionati americani del 2013.

## Palmarès
- All-NBDL Third Team (2013)